# غار سیاه کوهنجان
اشکفت سیاه کوهنجان مربوط به دوره نوسنگی - دوره ساسانیان است و در شهرستان ارسنجان، بخش مرکزی، دهستان شورآب، ۵۰۰ متری شمال روستای کوهنجان واقع شده و این اثر در تاریخ ۱ مرداد ۱۳۸۶ با شمارهٔ ثبت ۱۹۳۰۷ به‌عنوان یکی از آثار ملی ایران به ثبت رسیده است.